# 華麗なる一族
『華麗なる一族』（かれいなるいちぞく）は、山崎豊子の長編経済小説。1970年3月から1972年10月まで『週刊新潮』に連載、1973年に新潮社より上中下巻の全3巻で出版された。高度経済成長を背景に、大富豪の銀行家一族を軸に政財界にわたり富と権力を追い求める人びとの野望と愛憎を描く。『沈まぬ太陽』『白い巨塔』などと並ぶ山崎の代表作。
1980年には同社で新潮文庫より文庫化、2003年には新装版が刊行された。
1974年に映画化、1974年・2007年・2021年にテレビドラマ化された。

## あらすじ
関西金融界の雄、万俵大介は厳然たる家父長制で一族を取り仕切り、その勢力を広げようと腐心し続けている。しかし、長男の鉄平に対してだけは、その出生の疑惑にこだわりを持ち続けていた。ある日、その鉄平が経営者として致命的なミスを冒してしまう。

## 登場人物

### 万俵家
万俵 大介（まんぴょう だいすけ）
本作の主人公。関西有数の都市銀行・阪神銀行頭取にして、それを核とする万俵財閥の総帥。万俵家14代目当主。
万俵財閥は阪神銀行を核に、阪神特殊鋼、万俵不動産、万俵倉庫、万俵商事、万俵信用金庫等から成り、阪神地方に絶対的な地位を占めていた。阪神銀行は都市銀行としての預金順位・全国第10位、預金額8000億、支店数130店、行員数約9000名という下位行である。第一次世界大戦前までの万俵家は姫路の播州平野の一地方地主に過ぎなかったが、12代目の龍介が野心に燃えて神戸に進出し、13代目の敬介が資本力にものをいわせて群小の田舎銀行を自行に吸収して財閥の基礎を築き上げ、14代目当主の大介が冷徹な銀行家としての経営手腕を発揮して一介の地方銀行にすぎなかった阪神銀行を都市銀行第10位にまで成長させて万俵財閥を不動なものにした。
自宅では妻・寧子と愛人・相子を同居させ、交互に寝室に呼び、さらには“妻妾同衾”という生活をしているが、そうしたスキャンダルが表に漏れないようにする細心さも持ち合わせている。大蔵省が進める金融再編成を前に、「阪神銀行よりも下位の都市銀行と中途半端な合併をすれば、いずれ金融再編成に再び組み込まれてしまう」という考えから、何としても阪神銀行を金融再編成から守るべく、「阪神銀行と同等もしくはその上位の都市銀行と合併した上で、それが終着点となるような『小が大を喰う合併』」を成し遂げようとあらゆる手段を画策する。
息子の鉄平が父・敬介の子ではないかという疑念から、鉄平に冷酷な仕打ちをし、次男である銀平に後継者としての期待をかける。最終的には鉄平が実質的に経営を担っていた阪神特殊鋼をメインバンクであるにも関わらず見捨てて会社更生法適用に追い込む。加えて都市銀行中位行で頭取が日本銀行の天下りポストとなっている大同銀行の綿貫専務と内通し、阪神特殊鋼破綻に伴い経営不安に陥った大同銀行で綿貫らにクーデターを起こさせて実権を掌握させ、大同銀行と阪神銀行を合併させて都市銀行第5位の規模を誇る「東洋銀行」を発足させて頭取に就任（綿貫は副頭取）、自行主導による「小が大を食う合併」を完遂することに成功した。しかし、その目論みに気づいた鉄平が絶望して自殺し、検死報告から鉄平の真の血液型が判明、自分と妻の実の子であることが判明し、慟哭する。
万俵 寧子（まんぴょう やすこ）
大介の妻で、鉄平、銀平、一子、二子、三子の母。O型。
高須相子に家事万端を仕切られ、子供たちの婚姻についても蚊帳の外に置かれ、屈辱的な生活を強いられている。京都の公卿・嵯峨子爵家の令嬢で、万俵家より「貧乏でもいいから華族の姫を」との要請で、零落した嵯峨家を救うため巨額の結納金と引き換えに万俵大介へ嫁いだ。これも閨閥結婚であった。おっとりして内気な性格が災いし、高須相子が家内を取り仕切るようになってからは正妻とは名ばかりの立場になっているが、子供への愛情は格別である。
入浴中に舅の敬介に踏み込まれて体をまさぐられ、気絶したことがあり、そのことが鉄平の父親について疑念を持たれるきっかけになっている。
美馬 中（みま あたる）
大蔵省主計局次長。鉄平や銀平にとっては義弟（妹の夫）、二子、三子にとっては義兄（姉の夫）にあたる。
茨城の田舎寺の住職の次男として生まれ、東京大学卒業後に大蔵省に入省。銀行局の検査官時代に阪神銀行の検査に行った際に大介の目に留まり長女の一子の婿となる。永田と同郷という縁から永田とは密接に繋がっている。大蔵省を退職して代議士に打って出ることを考えており、その選挙費用を調達しようと何かと大介に対しては恩着せがましい態度をとる。銀行課長などを経て現在は大蔵省の本流である主計局の次長として予算編纂を行い、その傍らで大介へ極秘である都市銀行の経営実態内容の情報提供などを行い忙しい日々を送る。また、ルックスもあって女性にもてる上、大介の愛人である相子に言い寄るといった大胆な行動もとっているが、愛人の存在が発覚して、激怒した一子が実家に帰ったことがあり、以後一子との関係は冷えきっている。
東洋銀行発足に奔走するが、東洋銀行の披露宴に出発する前に永田に呼ばれ、次期銀行局長への内定を受けるもののその在任中に五菱銀行による東洋銀行の吸収合併を行うことを命じられ、事務次官から代議士を狙っていたことから次期総裁の呼び声高い永田の命を甘んじて受けることとなる。またそれは暗に大介を裏切ることを意味する。
高須 相子（たかす あいこ）
大介の執事兼愛人。
学生時代にアメリカに留学し、そこで結婚・離婚を経験するなど不遇な人生を歩んだ末、物語開始の15年前に万俵家に家庭教師としてやってくる。しかし、万俵家に入り込んでからは家庭教師兼執事として、大介の妻・寧子を差し置いて万俵家の家庭内の一切を取り仕切る。大介がその勢力を拡げるために、息子や娘を政財界の有力な人物と結ばせる政略結婚のアイデアも産み出した。相子と大介との間に子どもはおらず、40代を超えてなお豊満な肉体を崩さない。
阪神銀行と大同銀行の合併成立の後、大介に手切れ金を渡され、万俵家を後にする。　
万俵鉄平（まんぴょう てっぺい）
大介の長男。東大卒。阪神特殊鋼専務。
叔母婿の社長に代わって、阪神特殊鋼を実質的に運営している。正義感が非常に強く、帝国製鉄からの原料供給に頼る不安定さを克服するために高炉建設を強硬に推進し、遂に着工にまで漕ぎ着けた。しかし、アメリカの大手取引先が買収されたことによる契約のキャンセルや折からの鉄鋼不況、建設工事中の高炉爆発事故に加え、大介の策略により阪神特殊鋼は倒産（会社更生法の申請）。管財人として乗り込んできたのはよりによって帝国製鉄の役員であった。
さらに頭取と鉄平の個人的な関係から阪神特殊鋼に過剰な融資を続けていた大同銀行が経営不安に陥り、阪神銀行に飲み込まれるかたちで合併することとなり、それこそが父の狙いによるものと知り、絶望し雪山で猟銃自殺する。自分は祖父の敬介と母の寧子との子供ではないのかという猜疑心に時折苛まれていた。本人が知ることはなかったが、血液型から父母の実子であることが確認される。

## モデルとなったとされる組織・人物
阪神特殊鋼 - 山陽特殊製鋼
万俵鉄平・一之瀬工場長 - 上杉年一
山陽特殊製鋼倒産事件による倒産当時、ほとんどの役員が解任される中、技術者であったため管財人より会社に残るよう指示され会社再建に尽力、後に社長になった。
万俵家 - 神戸の岡崎財閥
“まんぴょう”と読む。
帝国製鉄 - 八幡製鐵（後に新日本製鐵を経て現：日本製鉄）
新日鐵の合併・発足は1970年で、作品の舞台である1960年代にはまだ八幡製鐵・富士製鐵に分かれていたものの、山崎の別の著作には帝国製鉄の他に藤山製鉄（富士山≒富士）も登場しており、いわゆる状況証拠として考え得る。
阪神銀行、大同銀行
山崎は本作の執筆にあたり、三菱銀行頭取の田実渉から取材を行った。その中で「三菱、第一銀行の合併話の始まりから、破談に至るまでの経緯」を取材して本作執筆の参考としている。
なお、小説中の阪神銀行および阪神特殊鋼は、実際の阪神銀行（当時は阪神相互銀行、現：みなと銀行）、阪神特殊鋼と直接には関係がない。

## 書誌情報
単行本
- 『華麗なる一族』上・中・下（1973年、新潮社）
  - 華麗なる一族 上巻（1973年、ISBN 978-4-10-322803-5）
  - 華麗なる一族 中巻（1973年、ISBN 978-4-10-322804-2）
  - 華麗なる一族 下巻（1973年、ISBN 978-4-10-322805-9）

文庫
- 『華麗なる一族』上・中・下（1980年、新潮社）
  - 華麗なる一族 上（1980年5月25日、新潮文庫、ISBN 978-4-10-110412-6）
  - 華麗なる一族 中（1980年5月25日、新潮文庫、ISBN 978-4-10-110413-3）
  - 華麗なる一族 下（1980年5月25日、新潮文庫、ISBN 978-4-10-110414-0）

- 『華麗なる一族（新装版）』上・中・下（2003年、新潮社）※活字が大幅に拡大。

全集
- 『山崎豊子全作品』第8巻（1986年、新潮社）
  - 山崎豊子全作品 1957 - 1985 VIII 華麗なる一族（1986年2月、新潮社、ISBN 978-4-10-644508-8）

- 『山崎豊子全集』第10、11巻（2004年、新潮社）
  - 山崎豊子全集 10 華麗なる一族（一）（2004年10月8日、ISBN 978-4-10-644520-0）
  - 山崎豊子全集 11 華麗なる一族（二）（2004年11月10日、ISBN 978-4-10-644521-7）

## 映像化作品

### 映画
芸苑社製作、東宝配給で映画化され、1974年（昭和49年）1月26日に公開された。監督は山本薩夫、主演は佐分利信。

### テレビドラマ（1974年）
毎日放送と東宝テレビ部の制作でテレビドラマ化され、NETテレビ系「テレビスター劇場」枠で1974年10月1日から1975年3月25日まで全26回にて放送された。主演は山村聡。第12回ギャラクシー賞受賞作。

### テレビドラマ（2007年）
TBS系「日曜劇場」枠で2007年1月14日から3月18日まで全10回にて放送された。主演は木村拓哉（万俵鉄平役）。

### テレビドラマ（2021年）
WOWOW開局30周年記念番組としてテレビドラマ化され、WOWOWプライム「連続ドラマW」枠で2021年4月18日から7月11日まで全12回にて放送された。第1話は無料放送。監督は西浦正記、脚本は前川洋一。主演は中井貴一。